# Джарвис, Дуг
Дуглас «Дуг» Джарвис (англ. Douglas M. "Doug" Jarvis; 24 марта 1955, Брантфорд) — канадский хоккеист. Выступал за «Монреаль Канадиенс», «Вашингтон Кэпиталз» и «Хартфорд Уэйлерз».

## Карьера
Был задрафтован «Торонто Мэйпл Лифс» во втором раунде под общим 24-м номером в 1975 году, но в команде не прижился, и, не проведя ни одного матча за команду, был обменян в «Монреаль Канадиенс» на Грега Хубика.
В «Монреале» его карьера быстро пошла в гору. Джарвис образовал связку с Бобом Гейни и выиграл 4 Кубка Стэнли (1976, 1977, 1978, 1979). В 1981 году Джарвис перешёл в «Вашингтон Кэпиталз». Там он проявил себя как мастер защитной игры и в 1984 году получил «Селки Трофи» — награду лучшему нападающему оборонительного плана. В 1985 году Джарвис перешёл в «Хартфорд Уэйлерз». 10 октября 1987 года прервалась его серия — 964 матча в регулярных сезонах НХЛ подряд. Он побил рекорд Гэрри Ангера, сыгравшего 914 матчей подряд. За этот рекорд он получил «Билл Мастертон Трофи» в 1987 году. Данный рекорд держался до 25 января 2022 года, когда хоккеист «Филадельфии» Кит Яндл провёл свой 965 матч подряд без пропусков.
Концовку сезона 1987/88 Джарвис провёл в составе «Бингхэмптон Уэйлерс», игравшего в АХЛ, где и завершил профессиональную карьеру.
После завершения карьеры Джарвис был помощником тренера «Далласа» и выиграл Кубок Стэнли в 1999 и в 2011 также в качестве помощника тренера с «Бостоном».

## Статистика
|                   | Сезоны | Игры | Шайбы | Голевые передачи | Очки | Минуты штрафа |
| ----------------- | ------ | ---- | ----- | ---------------- | ---- | ------------- |
| Регулярные сезоны | 13     | 964  | 139   | 264              | 403  | 263           |
| Плей-офф          | 12     | 105  | 14    | 27               | 41   | 42            |

## Достижения
- Обладатель Уильям Хэнли Трофи: 1975
- Обладатель Кубка Стэнли: 1976, 1977, 1978, 1979 (как игрок)
- Обладатель Кубка Стэнли: 1999, 2011 (как ассистент тренера)
- Обладатель Фрэнк Дж. Селки Трофи: 1984
- Обладатель Билл Мастертон Трофи: 1987